# 首都医科大学附属北京康复医院
首都医科大学附属北京康复医院是一所以康复医学为特色的三级康复医院，隶属于北京市总工会，首都医科大学和北京市残联共同参与建设。医院同时承担首都医科大学北京康复医学院的工作。医院位于石景山区八大处西下庄。
北京康复医院的前身是北京工人疗养院，建于1955年。